# Пач (рачунарство)
Закрпа (енгл. Patch) је скуп промјена у рачунарском програму или пратећим подацима који су осмишљени ради ажурирања, поправљања или побољшања. Ово укључује исправљање недостатака који се тичу сигурности и других грешака, при чему се такве закрпе обично називају bug fixes или исправке грешака, као и побољшање функционалности, употребљивости или перформанси. 
Закрпе се могу инсталирати под програмираном контролом или од стране програмера користећи алат за уређивање или програм за уклањање грешака. Могу се примјенити на програмске датотеке на уређају за чување података или у меморији рачунара. Закрпе могу бити трајне или привремене. 
Закрпа омогућава модификацију компилираних и објектних програма машинског језика када изворни код није доступан. Ово захтијева темељно разумијевање унутрашњег рада објектног кода од стране особе која израђује закрпу, што је тешко без помног проучавања изворног кода. Неко ко није упознат са закрпљеним програмом може инсталирати закрпу помоћу услужног програма за закрпе креираног од стране администратора. Чак и када је изворни код доступан, закрпа омогућава инсталацију малих промјена у објектном програму без потребе за прекомпоновањем или поновним састављањем. За мање измјене софтвера често је лакше и економичније дистрибуирати закрпе корисницима, а не дистрибуирати нови прекомпоновани или поновно састављени програм. 
Иако су намијењене за отклањање проблема, лоше дизајниране закрпе понекад могу увести нове проблеме. У неким посебним случајевима, ажурирања могу свјесно покварити функционалност или онемогућити уређај, на примјер, уклањањем компоненти за које добављач ажурирања више није лиценциран. 
Управљање закрпама је дио управљања животним циклусом и представља процес коришћења стратегије и плана које закрпе треба примјенити на које системе у одређено вријеме. 